# Waleri Nikolajewitsch Falkow

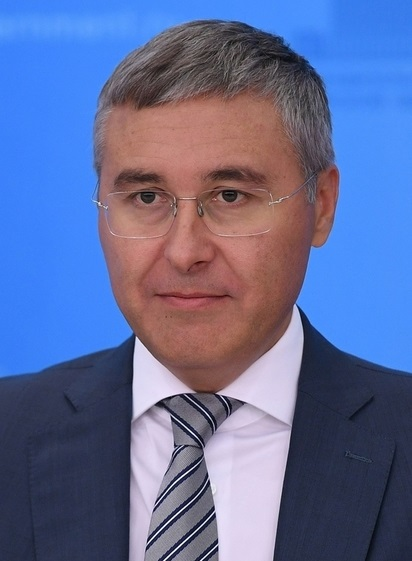
Waleri Falkow (2020)

Waleri Nikolajewitsch Falkow (russisch Валерий Николаевич Фальков; * 18. Oktober 1978 in Tjumen, Oblast Tjumen, RSFSR, UdSSR) ist ein russischer Politiker (Einiges Russland). Seit Januar 2020 ist er Minister für Wissenschaft und Hochschulbildung der Russischen Föderation.

## Leben
Falkow studierte an der juristischen Fakultät der Staatlichen Universität Tjumen und absolvierte diese im Jahr 2000. Anschließend begann er dort seine pädagogische Laufbahn und stieg mit den Jahren vom einfachen Dozenten bis zum Vizerektor (2007–2011) auf. Im Oktober 2012 wurde er mit nur 34 Jahren zum kommissarischen Rektor der Staatlichen Universität Tjumen ernannt. 2013 wurde er regulär zum Rektor gewählt, was er bis 2020 blieb.
Von 2016 bis 2020 war er Abgeordneter der Duma der Oblast Tjumen der VI. Einberufung. Dort war er Vorsitzender des Sozialausschusses.
Am 21. Januar 2020 wurde Falkow per Dekret von Wladimir Putin zum Minister für Wissenschaft und Hochschulbildung im Kabinett Mischustin I ernannt. Im Mai 2024 wurde er nach der Wiederwahl Putins im Kabinett Mischustin II im Amt bestätigt.
Aufgrund des Russischen Angriffskrieges gegen die Ukraine wurde Falkow unter anderem von der Europäischen Union und den USA sanktioniert.